# Новая Рудня (Овручский район)
Новая Рудня (укр. Нова Рудня) — село на Украине, основано в 1840 году, находится в Овручском районе Житомирской области.
Код КОАТУУ — 1824287705. Население по переписи 2001 года составляет 57 человек. Почтовый индекс — 11105. Телефонный код — 4148. Занимает площадь 0,695 км².

## Адрес местного совета
11105, Житомирская область, Овручский р-н, с.Усово